# Serie A Dilettanti 2009-2010
La Serie A Dilettanti FIP 2009-2010 è stata la seconda stagione dopo la riforma dei campionati dilettantistici. Un tempo era conosciuta come Serie B d'Eccellenza.
Vi hanno partecipato 29 squadre divise in due gironi da 15 il girone A e da 14 il girone B.
Al termine del campionato sono state promosse sul campo l'Igea Basket Barcellona e la Fortitudo Pallacanestro Bologna, in seguito a causa delle esclusioni proprio di Bologna e Vigevano accedono in LegADue la Fulgor Libertas Forlì e la Cestistica San Severo.

## Regolamento
Al termine della stagione regolare (gare di andata e ritorno), solo nel girone B si disputerà una fase a orologio nella quale ogni squadra disputerà due partite. La finalità di questa fase è quella di equilibrare il numero di partite nei due gironi: nel girone A si disputeranno infatti 30 giornate di stagione regolare (ogni squadra disputerà 28 partite e affronterà due turni di riposo), nel girone B vi saranno 26 giornate di stagione regolare e due di fasi a orologio (per un totale di 28 incontri).
Successivamente si svolgono i play-off a cui prendono parte le prime otto di ciascun girone con tabelloni separati. Le quattro qualificate partecipano alla fase finale: le due migliori classificate si sfidano per l'assegnazione dello Scudetto dilettanti, che garantisce la promozione diretta in Legadue. La perdente della finale scudetto e la vincente della sfida tra le due peggiori classificate si incontrano per stabilire la seconda promozione in Legadue.

## Stagione Regolare

### Girone A

#### Classifica
|  |     | Classifica finale 2009-2010 | PT | G  | V  | P  | PF   | PS   |
|  | --- | --------------------------- | -- | -- | -- | -- | ---- | ---- |
|  | 1.  | VemSistemi Forlì            | 48 | 28 | 24 | 4  | 2286 | 1957 |
|  | 2.  | Amori Bologna               | 48 | 28 | 24 | 4  | 2347 | 2012 |
|  | 3.  | PentaGruppo Ozzano          | 42 | 28 | 21 | 7  | 2156 | 2004 |
|  | 4.  | Paffoni Omegna              | 32 | 28 | 16 | 12 | 2177 | 2037 |
|  | 5.  | Centrale del Latte Brescia  | 32 | 28 | 16 | 12 | 2082 | 2035 |
|  | 6.  | Tezenis Verona              | 30 | 28 | 15 | 13 | 2065 | 2004 |
|  | 7.  | Nobili SBS Castelletto      | 30 | 28 | 15 | 13 | 2368 | 2270 |
|  | 8.  | Co. Mark Treviglio          | 30 | 28 | 15 | 13 | 2165 | 1994 |
|  | 9.  | Bitumcalor Trento           | 30 | 28 | 15 | 13 | 2138 | 2145 |
|  | 10. | Acegas Aps Trieste          | 26 | 28 | 13 | 15 | 2170 | 2181 |
|  | 11. | Edilcost Osimo              | 22 | 28 | 11 | 17 | 2118 | 2277 |
|  | 12. | Siram Fidenza               | 20 | 28 | 10 | 18 | 2045 | 2206 |
|  | 13. | Agricola Gloria Montecatini | 18 | 28 | 9  | 19 | 1987 | 2135 |
|  | 14. | Garda Cartiere Riva         | 12 | 28 | 6  | 22 | 1985 | 2215 |
|  | 15. | JesoloSandonà Basket        | 0  | 28 | 0  | 28 | 1895 | 2512 |

#### Risultati
| Prima giornata |                        |          |
| 27-09-09       |                        | 06-01-10 |
| 77-62          | Forlì-Ozzano           | 76-70    |
| 77-87          | Castelletto-Trieste    | 82-78    |
| 54-63          | Fidenza-Riva del Garda | 60-103   |
| 73-53          | Brescia-Trento         | 73-71    |
| 92-79          | Fortitudo-Verona       | 70-82    |
| 80-67          | Osimo-Treviglio        | 77-79    |
| 60-76          | Jesolosandonà-Omegna   | 71-96    |

| Quarta giornata |                       |          |
| 18-10-09        |                       | 24-01-10 |
| 79-81           | Riva del Garda-Forlì  | 57-73    |
| 94-74           | Ozzano-Jesolosandonà  | 88-78    |
| 75-76           | Treviglio-Brescia     | 76-70    |
| 76-81           | Castelletto-Fortitudo | 91-110   |
| 78-73           | Verona-Fidenza        | 76-66    |
| 81-74           | Trieste-Osimo         | 59-69    |
| 71-63           | Trento-Montecatini    | 66-65    |

| Settima giornata |                       |          |
| 08-11-09         |                       | 14-02-10 |
| 77-68            | Forlì-Brescia         | 90-67    |
| 68-79            | Riva del Garda-Ozzano | 52-77    |
| 79-72            | Omegna-Castelletto    | 93-95    |
| 73-80            | Montecatini-Fortitudo | 73-105   |
| 74-81            | Trento-Verona         | 59-60    |
| 75-73            | Osimo-Fidenza         | 71-89    |
| 71-93            | Jesolosandonà-Trieste | 76-100   |

| Decima giornata |                       |          |
| 22-11-09        |                       | 07-03-10 |
| 88-84           | Forlì-Montecatini     | 74-61    |
| 70-67           | Treviglio-Omegna      | 72-82    |
| 79-82           | Castelletto-Ozzano    | 65-75    |
| 77-66           | Fidenza-Jesolosandonà | 75-66    |
| 83-55           | Verona-Riva del Garda | 87-71    |
| 73-65           | Brescia-Trieste       | 71-85    |
| 72-71           | Fortitudo-Trento      | 81-75    |

| Tredicesima giornata |                       |          |
| 08-12-09             |                       | 28-03-10 |
| 94-70                | Forlì-Jesolosandonà   | 95-72    |
| 70-73                | Riva del Garda-Trento | 78-83    |
| 82-66                | Ozzano-Osimo          | 83-89    |
| 89-63                | Omegna-Trieste        | 86-71    |
| 60-59                | Montecatini-Verona    | 69-85    |
| 82-83                | Treviglio-Castelletto | 77-79    |
| 83-65                | Brescia-Fidenza       | 87-81    |

| Seconda giornata |                            |          |
| 04-10-09         |                            | 10-01-10 |
| 73-68            | Verona-Osimo               | 69-73    |
| 67-66            | Riva del Garda-Montecatini | 77-81    |
| 84-79            | Ozzano-Brescia             | 72-69    |
| 72-77            | Omegna-Forlì               | 63-81    |
| 115-107          | Trento-Castelletto         | 71-69    |
| 62-73            | Trieste-Fortitudo          | 72-81    |
| 82-72            | Treviglio-Fidenza          | 80-83    |

| Quinta giornata |                      |          |
| 25-10-09        |                      | 31-01-10 |
| 72-57           | Forlì-Treviglio      | 74-63    |
| 78-70           | Montecatini-Trieste  | 66-74    |
| 84-79           | Brescia-Verona       | 63-68    |
| 56-80           | Omegna-Ozzano        | 66-86    |
| 71-93           | Osimo-Castelletto    | 61-96    |
| 85-63           | Fortitudo-Fidenza    | 74-50    |
| 73-89           | Jesolosandonà-Trento | 80-95    |

| Ottava giornata |                          |          |
| 11-11-09        |                          | 21-02-10 |
| 80-67           | Treviglio-Riva del Garda | 93-53    |
| 87-83           | Castelletto-Forlì        | 87-98    |
| 67-64           | Fidenza-Omegna           | 79-89    |
| 92-94           | Trieste-Trento           | 84-78    |
| 80-71           | Brescia-Montecatini      | 72-42    |
| 88-73           | Fortitudo-Ozzano         | 84-81    |
| 97-62           | Osimo-Jesolosandonà      | 80-69    |

| Undicesima giornata |                         |          |
| 29-11-09            |                         | 14-03-10 |
| 81-64               | Forlì-Fortitudo         | 85-75    |
| 64-74               | Riva del Garda-Osimo    | 89-93    |
| 82-74               | Ozzano-Fidenza          | 66-76    |
| 89-82               | Omegna-Verona           | 65-47    |
| 82-80               | Montecatini-Castelletto | 81-89    |
| 77-83               | Trento-Treviglio        | 74-85    |
| 60-76               | Jesolosandonà-Brescia   | 79-87    |

| Quattordicesima giornata |                         |          |
| 13-12-09                 |                         | 11-04-10 |
| 56-84                    | Verona-Forlì            | 66-79    |
| 92-87                    | Osimo-Montecatini       | 85-89    |
| 100-81                   | Fidenza-Castelletto     | 67-90    |
| 70-60                    | Omegna-Riva del Garda   | 87-93    |
| 65-86                    | Jesolosandonà-Treviglio | 59-108   |
| 80-84                    | Trieste-Ozzano          | 83-63    |
| 76-67                    | Fortitudo-Brescia       | 69-65    |

| Terza giornata |                              |          |
| 11-10-09       |                              | 17-01-10 |
| 79-64          | Forlì-Trento                 | 74-75    |
| 69-79          | Castelletto-Verona           | 82-73    |
| 64-73          | Montecatini-Ozzano           | 65-76    |
| 84-73          | Fidenza-Trieste              | 93-90    |
| 72-65          | Fortitudo-Treviglio          | 104-101  |
| 68-91          | Osimo-Omegna                 | 65-96    |
| 81-88          | Jesolosandonà-Riva del Garda | 75-88    |

| Sesta giornata |                        |          |
| 01-11-09       |                        | 07-02-10 |
| 68-65          | Trento-Omegna          | 69-87    |
| 84-58          | Verona-Jesolosandonà   | 81-54    |
| 78-80          | Castelletto-Brescia    | 82-68    |
| 94-53          | Treviglio-Montecatini  | 83-66    |
| 81-90          | Fidenza-Forlì          | 75-88    |
| 70-69          | Trieste-Riva del Garda | 87-75    |
| 91-86          | Fortitudo-Osimo        | 89-62    |

| Nona giornata |                            |          |
| 15-11-09      |                            | 28-02-10 |
| 70-63         | Ozzano-Treviglio           | 64-63    |
| 74-70         | Omegna-Brescia             | 74-76    |
| 76-87         | Riva del Garda-Castelletto | 72-85    |
| 75-65         | Montecatini-Fidenza        | 57-60    |
| 77-86         | Trieste-Verona             | 93-87    |
| 89-82         | Trento-Osimo               | 83-71    |
| 51-74         | Jesolosandonà-Fortitudo    | 60-123   |

| Dodicesima giornata |                           |          |
| 06-12-09            |                           | 21-03-10 |
| 73-80               | Verona-Ozzano             | 68-75    |
| 77-85               | Fidenza-Trento            | 66-87    |
| 68-77               | Trieste-Treviglio         | 63-82    |
| 61-60               | Brescia-Riva del Garda    | 83-72    |
| 80-68               | Fortitudo-Omegna          | 62-81    |
| 69-73               | Osimo-Forlì               | 63-100   |
| 59-83               | Jesolosandonà-Montecatini | 57-80    |

| Quindicesima giornata |                           |          |
| 20-12-09              |                           | 18-04-10 |
| 83-61                 | Ozzano-Trento             | 72-68    |
| 97-81                 | Castelletto-Jesolosandonà | 110-68   |
| 66-68                 | Forlì-Trieste             | 77-82    |
| 64-89                 | Riva del Garda-Fortitudo  | 55-103   |
| 67-64                 | Treviglio-Verona          | 55-60    |
| 63-59                 | Montecatini-Omegna        | 90-96    |
| 82-75                 | Brescia-Osimo             | 79-82    |

### Girone B

#### Classifica
|  |     | Classifica finale 2009-2010  | PT | G  | V  | P  | PF   | PS   |
|  | --- | ---------------------------- | -- | -- | -- | -- | ---- | ---- |
|  | 1.  | Sigma Barcellona             | 44 | 28 | 22 | 6  | 2175 | 2029 |
|  | 2.  | Assi Basket Ostuni           | 38 | 28 | 19 | 9  | 2001 | 1889 |
|  | 3.  | Mazzeo San Severo            | 34 | 28 | 17 | 11 | 1950 | 1860 |
|  | 4.  | Liomatic Perugia             | 34 | 28 | 17 | 11 | 2012 | 1921 |
|  | 5.  | Basket Trapani               | 34 | 28 | 17 | 11 | 2035 | 1996 |
|  | 6.  | Adriatica Industriale Ruvo   | 30 | 28 | 15 | 13 | 1950 | 1908 |
|  | 7.  | Consum.it Siena              | 30 | 28 | 15 | 13 | 2008 | 1997 |
|  | 8.  | Nuove Frontiere S.Antimo     | 28 | 28 | 14 | 14 | 2111 | 2083 |
|  | 9.  | Etika & Solsonica Palestrina | 28 | 28 | 14 | 14 | 1958 | 1966 |
|  | 10. | FMC Ferentino                | 28 | 28 | 14 | 14 | 2033 | 1975 |
|  | 11. | Bawer Matera                 | 24 | 28 | 12 | 16 | 1854 | 1961 |
|  | 12. | Moncada Agrigento            | 18 | 28 | 9  | 19 | 1999 | 2085 |
|  | 13. | Centro Auto Ford Molfetta    | 12 | 28 | 6  | 22 | 2089 | 2277 |
|  | 14. | Publisys Potenza             | 10 | 28 | 5  | 23 | 1876 | 2104 |

#### Risultati
| Prima giornata |                           |          |
| 27-09-09       |                           | 06-01-10 |
| 73-71          | Ruvo di Puglia-Barcellona | 74-76    |
| 65-74          | Ostuni-Ferentino          | 75-73    |
| 83-65          | San Severo-Potenza        | 61-50    |
| 83-62          | Palestrina-Agrigento      | 69-84    |
| 61-82          | Siena-Trapani             | 74-65    |
| 79-69          | Matera-Molfetta           | 58-56    |
| 83-78          | Perugia-Sant'Antimo       | 71-82    |

| Quarta giornata |                       |          |
| 18-10-09        |                       | 24-01-10 |
| 73-60           | Ferentino-San Severo  | 66-69    |
| 49-70           | Ruvo di Puglia-Ostuni | 63-69    |
| 76-66           | Trapani-Matera        | 69-57    |
| 71-83           | Sant'Antimo-Siena     | 79-89    |
| 69-74           | Molfetta-Agrigento    | 84-81    |
| 69-61           | Barcellona-Perugia    | 66-82    |
| 71-77           | Potenza-Palestrina    | 47-60    |

| Settima giornata |                         |          |
| 08-11-09         |                         | 14-02-10 |
| 78-74            | Ferentino-Palestrina    | 60-61    |
| 82-73            | Ruvo di Puglia-Molfetta | 90-82    |
| 93-73            | Sant'Antimo-Potenza     | 79-61    |
| 83-86            | San Severo-Ostuni       | 68-77    |
| 87-74            | Barcellona-Trapani      | 69-71    |
| 84-65            | Siena-Agrigento         | 78-69    |
| 85-79            | Matera-Perugia          | 55-70    |

| Decima giornata |                        |          |
| 29-11-09        |                        | 07-03-10 |
| 82-75           | Trapani-Ruvo di Puglia | 49-58    |
| 72-65           | Ostuni-Perugia         | 62-70    |
| 74-68           | Sant'Antimo-Ferentino  | 95-89    |
| 76-67           | Palestrina-Molfetta    | 61-75    |
| 67-68           | Siena-Barcellona       | 76-88    |
| 75-80           | Agrigento-Potenza      | 66-71    |
| 74-92           | Matera-San Severo      | 62-67    |

| Tredicesima giornata |                            |          |
| 20-12-09             |                            | 28-03-10 |
| 75-72                | Ruvo di Puglia-Sant'Antimo | 70-73    |
| 70-77                | Ostuni-Trapani             | 58-65    |
| 79-86                | Molfetta-Siena             | 82-91    |
| 65-60                | San Severo-Agrigento       | 69-62    |
| 80-72                | Barcellona-Palestrina      | 78-74    |
| 60-73                | Perugia-Ferentino          | 78-67    |
| 66-65                | Matera-Potenza             | 53-63    |

| Seconda giornata |                          |          |
| 04-10-09         |                          | 10-01-10 |
| 69-72            | Trapani-Palestrina       | 84-77    |
| 64-66            | Agrigento-Ostuni         | 59-72    |
| 61-72            | Potenza-Siena            | 53-60    |
| 74-68            | Barcellona-Matera        | 68-69    |
| 65-92            | Molfetta-Perugia         | 57-82    |
| 73-69            | Sant'Antimo-San Severo   | 61-78    |
| 62-51            | Ferentino-Ruvo di Puglia | 83-96    |

| Quinta giornata |                      |          |
| 25-10-09        |                      | 31-01-10 |
| 72-65           | Perugia-Trapani      | 62-70    |
| 76-73           | Siena-Ruvo di Puglia | 55-74    |
| 61-63           | Agrigento-Ferentino  | 71-89    |
| 67-62           | Barcellona-Potenza   | 84-62    |
| 78-80           | San Severo-Molfetta  | 75-64    |
| 74-68           | Ostuni-Sant'Antimo   | 64-68    |
| 53-80           | Matera-Palestrina    | 55-51    |

| Ottava giornata |                           |          |
| 11-11-09        |                           | 21-02-10 |
| 69-56           | Perugia-San Severo        | 59-63    |
| 85-77           | Matera-Siena              | 76-65    |
| 77-81           | Agrigento-Sant'Antimo     | 78-76    |
| 67-59           | Palestrina-Ruvo di Puglia | 64-95    |
| 85-68           | Molfetta-Potenza          | 84-91    |
| 65-67           | Ostuni-Barcellona         | 79-73    |
| 76-72           | Trapani-Ferentino         | 70-66    |

| Undicesima giornata |                          |          |
| 29-11-09            |                          | 14-03-10 |
| 90-87               | Perugia-Palestrina       | 60-58    |
| 83-71               | Ferentino-Matera         | 52-72    |
| 52-68               | Potenza-Ostuni           | 70-84    |
| 101-82              | Barcellona-Sant'Antimo   | 73-72    |
| 64-58               | San Severo-Siena         | 65-67    |
| 79-91               | Molfetta-Trapani         | 69-90    |
| 67-70               | Ruvo di Puglia-Agrigento | 101-82   |

| 1ª giornata orologio |                        |  |
| 11-04-10             |                        |  |
| 73-67                | Barcellona-Ostuni      |  |
| 78-68                | San Severo-Perugia     |  |
| 82-69                | Trapani-Ruvo di Puglia |  |
| 71-69                | Siena-Sant'Antimo      |  |
| 68-61                | Palestrina-Ferentino   |  |
| 83-77                | Matera-Agrigento       |  |
| 89-85                | Molfetta-Potenza       |  |

| Terza giornata |                        |          |
| 11-10-09       |                        | 17-01-10 |
| 87-63          | Perugia-Potenza        | 66-65    |
| 74-78          | Siena-Ferentino        | 59-86    |
| 66-56          | Matera-Ruvo di Puglia  | 55-65    |
| 69-59          | Agrigento-Trapani      | 79-83    |
| 66-59          | Palestrina-Sant'Antimo | 66-81    |
| 68-62          | Ostuni-Molfetta        | 85-83    |
| 93-87          | San Severo-Barcellona  | 77-84    |

| Sesta giornata |                           |          |
| 01-11-09       |                           | 07-02-10 |
| 63-68          | Perugia-Agrigento         | 83-72    |
| 20-0           | Ruvo di Puglia-San Severo | 63-84    |
| 72-68          | Potenza-Ferentino         | 73-79    |
| 50-60          | Palestrina-Siena          | 68-85    |
| 79-84          | Molfetta-Barcellona       | 92-95    |
| 75-61          | Ostuni-Matera             | 77-64    |
| 83-68          | Trapani-Sant'Antimo       | 52-77    |

| Nona giornata |                        |          |
| 22-11-09      |                        | 28-02-10 |
| 66-68         | Siena-Ostuni           | 62-74    |
| 63-70         | Potenza-Trapani        | 86-94    |
| 78-75         | Barcellona-Agrigento   | 68-61    |
| 76-71         | San Severo-Palestrina  | 66-70    |
| 67-53         | Sant'Antimo-Matera     | 79-82    |
| 66-70         | Ruvo di Puglia-Perugia | 64-62    |
| 81-67         | Ferentino-Molfetta     | 76-65    |

| Dodicesima giornata |                        |          |
| 13-12-09            |                        | 21-03-10 |
| 67-52               | Siena-Perugia          | 76-78    |
| 69-64               | Agrigento-Matera       | 69-65    |
| 68-74               | Potenza-Ruvo di Puglia | 73-77    |
| 82-71               | Palestrina-Ostuni      | 74-71    |
| 89-81               | Sant'Antimo-Molfetta   | 69-80    |
| 69-84               | Trapani-San Severo     | 53-72    |
| 71-86               | Ferentino-Barcellona   | 68-78    |

| 2ª giornata orologio |                        |  |
| 18-04-10             |                        |  |
| 71-57                | Ferentino-Matera       |  |
| 76-73                | Sant'Antimo-Palestrina |  |
| 75-69                | Ruvo di Puglia-Siena   |  |
| 78-72                | Perugia-Trapani        |  |
| 69-55                | Ostuni-San Severo      |  |
| 63-83                | Potenza-Barcellona     |  |
| 99-72                | Agrigento-Molfetta     |  |

## Play-off

### Girone A

#### Quarti di finale
| Squadra 1          | Totale | Squadra 2                  | Gara 1 | Gara 2 | Gara 3 |
| ------------------ | ------ | -------------------------- | ------ | ------ | ------ |
| VemSistemi Forlì   | 2-0    | Co.Mark Treviglio          | 83-58  | 83-70  |        |
| Paffoni Omegna     | 2-1    | Centrale del Latte Brescia | 73-66  | 68-70  | 78-62  |
| PentaGruppo Ozzano | 2-0    | Tezenis Verona             | 74-58  | 68-63  |        |
| Amori Bologna      | 2-1    | Nobili SBS Castelletto     | 92-83  | 63-75  | 76-54  |

#### Semifinali
| Squadra 1          | Totale | Squadra 2      | Gara 1 | Gara 2 | Gara 3 |
| ------------------ | ------ | -------------- | ------ | ------ | ------ |
| VemSistemi Forlì   | 2-1    | Paffoni Omegna | 81-63  | 66-77  | 72-69  |
| PentaGruppo Ozzano | 0-2    | Amori Bologna  | 72-95  | 70-72  |        |

### Girone B

#### Quarti di finale
| Squadra 1          | Totale | Squadra 2                  | Gara 1 | Gara 2 | Gara 3 |
| ------------------ | ------ | -------------------------- | ------ | ------ | ------ |
| Sigma Barcellona   | 2-1    | Nuove Frontiere S.Antimo   | 71-67  | 66-79  | 83-75  |
| Liomatic Perugia   | 2-1    | Basket Trapani             | 69-72  | 84-60  | 84-67  |
| Mazzeo San Severo  | 2-0    | Adriatica Industriale Ruvo | 77-67  | 82-72  |        |
| Assi Basket Ostuni | 0-2    | Consum.it Siena            | 70-72  | 67-70  |        |

#### Semifinali
| Squadra 1         | Totale | Squadra 2        | Gara 1 | Gara 2 | Gara 3 |
| ----------------- | ------ | ---------------- | ------ | ------ | ------ |
| Sigma Barcellona  | 2-0    | Liomatic Perugia | 83-78  | 68-64  |        |
| Mazzeo San Severo | 2-0    | Consum.it Siena  | 74-62  | 69-65  |        |

### Fase finale
Il piazzamento ottenuto al termine della regular season assume una particolare rilevanza.

Le due squadre qualificate col miglior piazzamento nei gironi A e B giocano una prima finale: chi vince sale in Legadue ed è Campione d'Italia Dilettanti.

La finalista che esce sconfitta ha comunque una seconda possibilità di promozione, disputando una nuova serie contro la vincitrice della semifinale giocata tra le due peggio classificate.
Le serie si svolgono su 5 partite secondo lo schema 2-2-1, con le prime due partite e l'eventuale quinta in casa della squadra che ha totalizzato più punti durante la regular season.

#### Finale Scudetto
| Squadra 1        | Totale | Squadra 2        | Gara 1 | Gara 2 | Gara 3 | Gara 4 | Gara 5 |
| ---------------- | ------ | ---------------- | ------ | ------ | ------ | ------ | ------ |
| VemSistemi Forlì | 1-3    | Sigma Barcellona | 76-67  | 56-65  | 66-83  | 46-59  |        |

#### Semifinale Promozione
| Squadra 1     | Totale | Squadra 2         | Gara 1 | Gara 2 | Gara 3 | Gara 4 | Gara 5 |
| ------------- | ------ | ----------------- | ------ | ------ | ------ | ------ | ------ |
| Amori Bologna | 3-1    | Mazzeo San Severo | 85-50  | 55-63  | 63-57  | 69-63  |        |

#### Finale Promozione
| Squadra 1        | Totale | Squadra 2     | Gara 1 | Gara 2 | Gara 3 | Gara 4 | Gara 5 |
| ---------------- | ------ | ------------- | ------ | ------ | ------ | ------ | ------ |
| VemSistemi Forlì | 2-3    | Amori Bologna | 55-64  | 57-50  | 75-68  | 69-85  | 80-81  |

## Verdetti
- Campione d'Italia Dilettanti e promossa in Legadue: Sigma Barcellona.

Formazione: Francesco Guarino, Luca Bisconti, Lorenzo Panzini, Ariel Svoboda, Agostino Li Vecchi, Gian Andrea Fratini, Ryan Bucci, Manuele Mocavero, Daniele Bonessio, Frederic Emejuru, Francesco Giorgianni. Allenatore: Franco Gramenzi.
- Promossa in Legadue, poi fallita: Amori Bologna.

Formazione: Alejandro Muro, Matteo Malaventura, Gabriele Fin, Jacopo Borra, Alessandro Cittadini, Silvio Gigena, Davide Lamma, Jordan Losi, Salvatore Genovese, Francesco Quaglia, Gennaro Sorrentino, Marko Mićević. Allenatore: Alessandro Finelli.
- Ripescate in Legadue per l'esclusione di Vigevano e Amori Bologna: VemSistemi Forlì e Mazzeo San Severo.
- Promossa in Legadue, acquistando il titolo sportivo dalla Paul Mitchell Pavia: Tezenis Verona.
- Retrocesse in B Dilettanti: JesoloSandonà Basket, Publisys Potenza.
- Al termine della stagione viene ripescata, nonostante la retrocessione: Publisys Potenza.
- Al termine della stagione falliscono o cedono il diritto sportivo: Amori Bologna, Siram Fidenza, AgricolaGloria Montecatini, JesoloSandonà Basket.